# Súdwest-Fryslân

Topografische gemeentekaart van Súdwest-Fryslân, per september 2023

Súdwest-Fryslân ([’sytvɛstfrislɔ:n], Fries voor Zuidwest-Friesland) is een gemeente in de Nederlandse provincie Friesland en is (deels) gelegen in de regio Zuidwest-Friesland. De gemeente heeft 90.421 inwoners (bron: gemeentelijke administratie per 22 november 2024) en een oppervlakte van 908 km², onderverdeeld in 578 km² land en 330 km² water. Hiermee is het qua oppervlak de grootste gemeente van Nederland. 
Het gemeentehuis bevindt zich in Sneek. Daarnaast heeft de gemeente nog vijf van de Friese elf steden binnen haar grenzen. De gemeente omvat een deel van het Friese merengebied, ze grenst aan een paar van de grote meren, terwijl ook een deel van het IJsselmeer binnen het gebied ligt.

## Ontstaansgeschiedenis
De totstandkoming van de nieuwe gemeente is het resultaat van meerdere gemeentelijke herindelingen, waarvan de eerste plaats vond op 1 januari 2011. Toen ontstond de nieuwe gemeente Súdwest-Fryslân uit de fusie van de gemeenten Bolsward, Nijefurd, Sneek, Wûnseradiel (Wonseradeel)  en Wymbritseradiel (Wymbritseradeel).
Tijdens speciale vergaderingen van de vijf betrokken gemeenteraden, eind 2009  stemde 95% van de raadsleden voor de herindeling. Volgens een onderzoek van de Leeuwarder Courant was ruim de helft van de ondervraagde burgers (54%) vóór de herindeling.
Op 1 januari 2014 werd een deel van de opgeheven gemeente Boornsterhem (Boarnsterhim) toegevoegd. Daarbij ging het om de dorpen Deersum, Poppingawier, Rauwerd, Sijbrandaburen en Terzool.
Op 1 januari 2018 werd de gemeente opnieuw uitgebreid met een deel van de opgeheven gemeente Littenseradiel (Littenseradeel). Het ging om de dorpen Bozum, Britswerd, Edens, Hennaard, Hidaard, Itens, Kubaard, Lutkewierum, Oosterend, Oosterwierum, Rien, Roodhuis, Waaxens, Wieuwerd en Wommels.
Door deze fusies werd Súdwest-Fryslân de meest uitgestrekte gemeente van Nederland en passeerde het de gemeente Noordoostpolder, eerst vanwege het totale oppervlak, daarna ook door het toegenomen landoppervlak.

## Naam
Als werknaam kozen de samenwerkende gemeenten voor Súdwest Fryslân ('Zuidwest Friesland'), omdat deze streek bekend staat als de Zuidwesthoek. De nieuwe gemeente was echter groter dan alleen de Zuidwesthoek en omvatte ook het noordelijke deel van de Greidhoek en  een groot deel van het oude district Westergo. 
De burgemeester van Hoorn, Onno van Veldhuizen, maakte in december 2009 namens de negen West-Friese gemeenten bezwaar tegen de beoogde naam. Volgens hem schiep deze verwarring voor de buitenwacht, omdat de gemeente Zuidwest-Friesland voortaan ten oosten van West-Friesland (in Noord-Holland) zou komen te liggen.
Begin 2010 vroegen de vijf fusiegemeenten hun inwoners mee te denken over de toekomstige naam. De herindelingverkiezing vond plaats op 24 november 2010. Gelijktijdig met de verkiezing werd een consultatieve ronde onder de stemgerechtigde inwoners gehouden, waarmee zij de nieuwe raad een advies over de gemeentenaam konden meegeven. Men had 3 opties: Súdwest Fryslân, Sneek Súdwest Fryslân of geen van beide namen. Uiteindelijk koos 57,3 % van de bevolking in een consultatieve ronde voor de al bestaande werknaam Súdwest Fryslân. 
Vier gemeenteraden kozen naar aanleiding hiervan voor de naam 'Súdwest Fryslân'. De gemeente Sneek kwam met een afwijkend voorstel en pleitte voor de samengestelde naam 'Sneek Súdwest Fryslân', die beter recht zou doen aan haar rol als trekpleister. Een actiegroep zette zich tevergeefs  in voor een alternatief, namelijk 'Súdwestergo', waarin de naam van het oude Westergo moest doorklinken. Men vond de gekozen vorm 'Súdwest Fryslân' kunstmatig en bovendien onpraktisch vanwege de leestekens.
Toen de nieuwe gemeente op 1 januari 2011 tot stand kwam, hanteerde men eerst de werknaam Súdwest Fryslân. Op 31 maart 2011 besloot de nieuwe raad deze naam te handhaven. Twee maanden later, op 26 mei 2011, volgde toch nog een raadsbesluit met kleine aanpassing. Om beter aan te sluiten bij de gangbare spellingsregels werd een extra koppelteken aangebracht, waardoor de officiële naam Súdwest-Fryslân werd. Het leek er aanvankelijk op dat deze kleine verandering zou betekenen dat het gehele hernoemingstraject opnieuw uitgevoerd moest worden, met ook een nieuwe nieuwe gemeentecode (1921), maar na overleg met het Agentschap BPR en het Ministerie van Binnenlandse Zaken en Klimaat besliste eerstgenoemde dat de gemeentecode hierdoor onveranderd bleef. Bijgevolg werd de gemeentenaam die gold van 1 januari 2011 tot 1 juli 2012 overschreven door de nieuwe naam en deze werd met terugwerkende kracht veranderd in bestanden en persoonslijsten van inwoners.

## Rol in de geschiedenis
Het gebied tussen Stavoren en Sneek dat thans tot de gemeente behoort speelde een belangrijke rol in de Friese geschiedenis. Vanaf de 9e eeuw werd in opdracht van de Frederik van Utrecht begonnen met de kerstening van de Friezen, die in de periode daarvoor nog niet goed van de grond was gekomen. Om deze reden werdbij Stavoren het Sint-Odulphusklooster gesticht. Dit klooster zou later een rol spelen in de Slag bij Warns van 1345 waarbij de Friezen aan de Hollanders een beslissende slag wisten toe te brengen. In de 11e eeuw kreeg Stavoren als eerste Nederlandse stad stadsrechten. De kustlijn tussen Harlingen en Stavoren was begin 16e eeuw het gebied waarvandaan Pier Gerlofs Donia beter bekend als Grutte Pier de Zuiderzee onveilig maakte.

## Cultuur
Gysbert Japicx (1603 - 1666) die gezien wordt als de grondlegger van het moderne Fries als geschreven taal woonde in de stad Bolsward. In 1765 werden in Wieuwerd in de Nicolaaskerk gemummificeerde lichamen gevonden die thans bekend staan als de mummie van Wieuwerd. Verschillende volksverhalen spelen zich in het gebied af, zoals Het Vrouwtje van Stavoren en De klokken van Sint Odolf.
Ongeveer veertig procent van de route van de Elfstedentocht loopt door de gemeente. Bekende ambachten die in de gemeente beoefend worden zijn Makkumer aarderwerk en Hindelooper schilderkunst. Elk jaar wordt in augustus in Sneek de Sneekweek gehouden met zeilwedstrijden op het Sneekermeer. In Workum is het Jopie Huisman Museum gevestigd.

## Plaatsen
De gemeente Súdwest-Fryslân is qua totale oppervlakte en qua landoppervlakte, na de opheffing van de gemeente Littenseradiel en aansluiting van een deel daarvan, grootste gemeente van Nederland. Ze telt 89 officiële plaatsen (kernen), waaronder zes van de Friese elf steden (Bolsward, Hindeloopen, IJlst, Sneek, Stavoren en Workum) en 83 dorpen waaronder de watersportplaatsen Heeg en Woudsend. Voor de steden zijn de Nederlandse namen de officiële, net als voor de meeste dorpen. Uitzonderingen gelden voor IJsbrechtum (Ysbrechtum) en It Heidenskip en de vijftien dorpen die tot 1 januari 2018 tot het grondgebied van Littenseradiel behoorden.

### Steden en dorpen
In de gemeente bevinden zich de volgende officiële woonplaatsen (steden, dorpen en gehuchten):
(inwonersaantal per 2021)
| Nederlandse naam | Friese naam | Aantal inwoners |
| ---------------- | ----------- | --------------- |
| Abbega           | Abbegea     | 245             |
| Allingawier      | Allingawier | 75              |
| Arum             | Arum        | 1.055           |
| Blauwhuis        | Blauhús     | 605             |
| Bolsward         | Boalsert    | 10.085          |
| Bozum            | Boazum      | 425             |
| Breezanddijk     | Breesândyk  | 5               |
| Britswerd        | Britswert   | 105             |
| Burgwerd         | Burchwert   | 310             |
| Cornwerd         | Koarnwert   | 80              |
| Dedgum           | Dedzjum     | 85              |
| Deersum          | Dearsum     | 115             |
| Edens            | Iens        | 50              |
| Exmorra          | Eksmoarre   | 485             |
| Ferwoude         | Ferwâlde    | 225             |
| Folsgare         | Folsgeare   | 335             |
| Gaast            | Gaast       | 200             |
| Gaastmeer        | De Gaastmar | 280             |
| Gauw             | Gau         | 340             |
| Goënga           | Goaiïngea   | 255             |
| Greonterp        | Greonterp   | 85              |
| Hartwerd         | Hartwert    | 110             |
| Heeg             | Heech       | 2.225           |
| Hemelum          | Himmelum    | 605             |
| Hennaard         | Hinnaard    | 50              |
| Hichtum          | Hichtum     | 80              |
| Hidaard          | Hidaard     | 125             |
| Hieslum          | Hieslum     | 85              |
| Hindeloopen      | Hylpen      | 850             |
| Hommerts         | De Hommerts | 655             |

| Nederlandse naam | Friese naam    | Aantal inwoners |
| ---------------- | -------------- | --------------- |
| Idsegahuizum     | Skuzum         |                 |
| Idzega           | Idzegea        | 30              |
| IJlst            | Drylts         | 3.015           |
| IJsbrechtum      | Ysbrechtum     | 690             |
| Indijk           | Yndyk          | 115             |
| Heidenschap      | It Heidenskip  | 330             |
| Itens            | Itens          | 235             |
| Jutrijp          | Jutryp         | 275             |
| Kimswerd         | Kimswert       | 550             |
| Kornwerderzand   | Koarnwertersân | 50              |
| Koudum           | Koudum         | 2.660           |
| Koufurderrige    | Koufurderrige  | 80              |
| Kubaard          | Kûbaard        | 230             |
| Loënga           | Loaiïngea      | 195             |
| Lollum           | Lollum         | 325             |
| Longerhouw       | Longerhou      | 55              |
| Lutkewierum      | Lytsewierrum   | 65              |
| Makkum           | Makkum         | 3.605           |
| Molkwerum        | Molkwar        | 360             |
| Nijhuizum        | Nijhuzum       | 55              |
| Nijland          | Nijlân         | 1.005           |
| Offingawier      | Offenwier      | 245             |
| Oosterend        | Easterein      | 935             |
| Oosterwierum     | Easterwierrum  | 320             |
| Oosthem          | Easthim        | 455             |
| Oppenhuizen      | Toppenhuzen    | 1.075           |
| Oudega           | Aldegea        | 735             |
| Parrega          | Parregea       | 485             |
| Piaam            | Piaam          | 50              |
| Pingjum          | Penjum         | 585             |

| Nederlandse naam | Friese naam     | Aantal inwoners |
| ---------------- | --------------- | --------------- |
| Poppingawier     | Poppenwier      | 175             |
| Rauwerd          | Raerd           | 660             |
| Rien             | Rien            | 100             |
| Roodhuis         | Reahûs          | 185             |
| Sandfirden       | Sânfurd         | 30              |
| Scharnegoutum    | Skearnegoutum   | 1.630           |
| Schettens        | Skettens        | 265             |
| Schraard         | Skraard         | 150             |
| Sijbrandaburen   | Sibrandabuorren | 355             |
| Smallebrugge     | Smelbrêge       | 25              |
| Sneek            | Snits           | 33.590          |
| Stavoren         | Starum          | 965             |
| Terzool          | Tersoal         | 340             |
| Tirns            | Turns           | 185             |
| Tjalhuizum       | Tsjalhuzum      | 20              |
| Tjerkwerd        | Tsjerkwert      | 450             |
| Uitwellingerga   | Twellingea      | 425             |
| Waaxens          | Waaksens        | 90              |
| Warns            | Warns           | 765             |
| Westhem          | Westhim         | 70              |
| Wieuwerd         | Wiuwert         | 290             |
| Witmarsum        | Wytmarsum       | 1.775           |
| Wolsum           | Wolsum          | 140             |
| Wommels          | Wommels         | 2.370           |
| Wons             | Wûns            | 285             |
| Workum           | Warkum          | 4.475           |
| Woudsend         | Wâldsein        | 1.435           |
| Ypecolsga        | Ypekolsgea      | 50              |
| Zurich           | Surch           | 145             |

Naast deze officiële woonplaatsen zijn er nog een aantal dorpen die (nog) geen officiële woonplaats zijn of buurtschappen die ook wel dorp worden genoemd: Laaxum, Nijezijl, Osingahuizen en Scharl.

### Buurtschappen
Naast de officiële plaatsen en enkele andere bevinden bevinden zich in de gemeente de volgende buurtschappen:
| - Aaksens - Abbegaasterketting - Abbegaasterrige - Andelahuizen - Angterp - Anneburen - Arkum - Atzeburen - Baarderburen - Baburen - Barsum - Bessens - Bernsterburen - Bittens - Bloemkamp - Bonjeterp - Bootland - Bovenburen - De Band - De Bieren - De Bird | - De Blokken - De Hel - De Grits - De Kat - De Klieuw - De Nes - De Polle - De Rode Schuur - De Weeren - De Wieren - Dijksterburen - Doniaburen - Doniawier - Draaisterhuizen - Driehuizen - Eemswoude - Engwerd - Engwier - Exmorrazijl - Feyteburen - Flansum | - Galamadammen - Goëngamieden - Gooium - Grauwe Kat - Grote Wiske - Grotewierum - Harkezijl - Hayum - Hemert - Het Vliet - Hiddum - Hidaarderzijl - Hoekens - Hornsterburen - Houw - Idserdaburen - Indijk - Jet - Jonkershuizen - Jousterp - Jouswerd | - Kampen - Kerkeburen - Kleine Gaastmeer - Kleine Wiske - Kleiterp - Knossens - Kooihuizen - Kromwal - Koudehuizum - Laad en Zaad - Lippenwoude - Lytshuizen - Makkum - Meilahuizen - Montsamaburen - Nijeburen - Nijeklooster - Oosthem - Ottenburen - Piekezijl - Remswerd | - Rijtseterp - Sandfirderrijp - Scharneburen - Schrok - Sieswerd - Sjungadijk - Sotterum - Speers - Spijk - Spreeuwenstein - Strand - Swaanwerd - Swarte Beien - Vierhuizen - Viersprong - Vijfhuis - Vissersburen - Westerlittens - Wolsumerketting - Wonneburen |

## Politiek & gemeentebestuur
| Gemeenteraadszetels              | Gemeenteraadszetels | Gemeenteraadszetels | Gemeenteraadszetels | Gemeenteraadszetels |
| Partij                           | 2010                | 2014                | 2017                | 2022                |
| -------------------------------- | ------------------- | ------------------- | ------------------- | ------------------- |
| PvdA                             | 7                   | 6                   | 6                   | 8                   |
| CDA                              | 10                  | 10                  | 10                  | 7                   |
| FNP                              | 6                   | 5                   | 5                   | 6                   |
| VVD                              | 5                   | 3                   | 4                   | 3                   |
| D66                              | 1                   | 3                   | 2                   | 3                   |
| GroenLinks                       | 2                   | 1                   | 3                   | 2                   |
| Gemeente Belangen Totaal Lokaal  | 3                   | 4                   | 2                   | 2                   |
| Nieuw Sociaal                    | -                   | -                   | -                   | 2                   |
| Volkspartij in Nederlands Belang | -                   | -                   | -                   | 2                   |
| ChristenUnie                     | 2                   | 2                   | 2                   | 1                   |
| Forum voor Democratie            | -                   | -                   | -                   | 1                   |
| SP                               | -                   | 3                   | -                   | -                   |
| Verenigd Links - Feriene Lofts   | 1                   | -                   | -                   | -                   |
| Fractie De Wind                  | -                   | -                   | 1                   | -                   |
| Fractie Semplonius               | -                   | -                   | 1                   | -                   |
| Fractie PoieszZijlstra           | -                   | -                   | 1                   | -                   |
| Totaal                           | 37                  | 37                  | 37                  | 37                  |
| Opkomst                          | 48,77%              |                     | 45,08%              |                     |

Sinds 27 september 2018 is Jannewietske de Vries (PvdA) burgemeester van Súdwest-Fryslan. 
Na de verkiezingen van 2018 werd een coalitie tussen CDA, VVD, GroenLinks en D66 gevormd. Het college van burgemeester en wethouders bestond vanaf 24 september 2020 tot aan de verkiezingen in 2022 uit burgemeester De Vries en de wethouders Bauke Dam (CDA), Gea Wielinga (CDA), Mark de Man (VVD), Erik Faber (GroenLinks) en Mirjam Bakker (D66). Het college van B&W wijzigde in 2020 door het vertrek van wethouder Maarten Offinga. Hij werd burgemeester in Hardenberg.
Na de gemeenteraadsverkiezingen van 2022 is een coalitie tussen PvdA, CDA en FNP gevormd. Wethouders zijn Marianne Poelman (PvdA), Michel Rietman (PvdA), Bauke Dam (CDA), Petra van den Akker (CDA) en Henk de Boer (FNP).

## Wateren
In de provincie Friesland zijn in veel gemeenten, waaronder de gemeente Súdwest-Fryslân, de Friese namen van de oppervlaktewateren de officiële namen.
Grote uitzonderingen zijn het IJsselmeer en de stadsgrachten. De Nederlandse waternamen zijn afkomstig van de Topografische Dienst van Kadaster Geo-Informatie.

### Meren en poelen

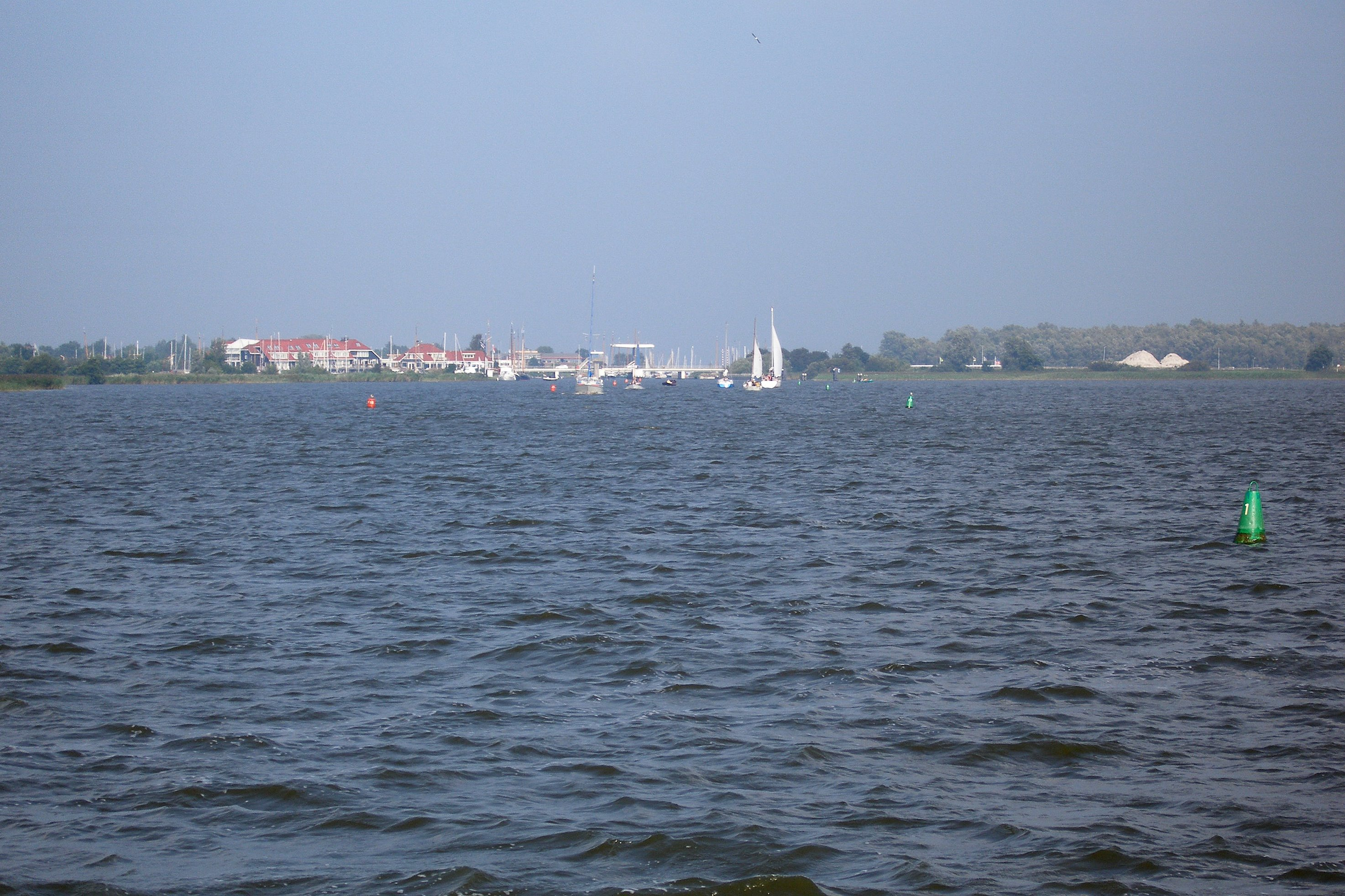
De Morra met op de achtergrond de Galamadammen

In de gemeente bevinden zich de volgende meren en poelen:
| Nederlandse naam     | Officiële naam              |
| -------------------- | --------------------------- |
| Aent Lieuwespoel     | Aant Liuwespoel             |
| Anewiel              | Anjewiel                    |
| Bombrekken           | Bombrekken                  |
| De Liens             | De Liens                    |
| Diepe Sloot          | Djippe Sleat                |
| De Drie Pollen       | Trije Pôlen                 |
| Fluessen             | De Fluezen                  |
| Gauwsterhoppen       | Gauster Hoppen              |
| De Geeuw             | De Geau                     |
| Goëngarijpsterpoelen | Goaiïngarypster Puollen     |
| Goëngerkolk          | Goaiïngeaster Kolk          |
| Gossepalen           | Gossepeallen                |
| De Gravinnepoel      | Grevinnepoel                |
| De Grons             | De Grûns                    |
| Groote Gaastmeer     | Grutte Gaastmar             |
| Groote Potten        | Grutte Potten               |
| Heegermeer           | Hegemer Mar                 |
| Hengstepoel          | Hingstepoel                 |
| Hissemeer            | Hissemar                    |
| De Holken            | De Holken                   |
| Het Hop              | De Hop                      |
| Hofmeer              | Hofmar                      |
| Idzegaasterpoel      | Idzegeaster Poel            |
| IJsselmeer           | IJsselmeer (Fries: Iselmar) |
| Kerkehop             | Tsjerkehop                  |
| Kleine Polle         | Kleine Polle                |
| Kleine Potten        | Lytse Potten                |
| Koevordermeer        | De Kûfurd                   |
| De Kolk              | De Kolk                     |
| Kruisbrekken         | Krúsbrekken                 |
| Kruiswater           | Krúswetter                  |
| Kuilart              | Kuilart                     |
| Langstaartenpoel     | Langsturtepoel              |

| Nederlandse naam   | Officiële naam              |
| ------------------ | --------------------------- |
| Leienpoel          | Leienpoel                   |
| Louwepoel          | Louwepoel                   |
| Morra              | De Morra (Fries: De Moarre) |
| Morrawieltje       | Moarswieltsje               |
| Noorder Ee         | Noarderie                   |
| Oorden             | De Oarden                   |
| Oosthemmermeer     | Easthimmer Mar              |
| Oudegaasterbrekken | Aldegeaster Brekken         |
| Oudhof             | Aldhôf                      |
| Oud-Karre          | Aldkarre                    |
| Palsepoel          | Palse Poel                  |
| Piekemeer          | Pikemar                     |
| Het Piel           | It Piel                     |
| Prinsepoel         | Prinsepoel                  |
| Rietmeer           | Reidmar                     |
| Ringwiel           | Ringwiel                    |
| Rintjepoel         | Rintsjepoel                 |
| Schuttelpoel       | Skûtelpoel                  |
| Sipkemeer          | Sipkemar                    |
| Slotermeer         | Sleattemer Mar              |
| Sneekermeer        | Snitser Mar                 |
| Ursulapoel         | Ursulapoel                  |
| Vlakke Brekken     | Flakke Brekken              |
| Het Vliet          | It Fliet                    |
| Vogelhoek          | Fûgelhoeke                  |
| Wegsloot           | Weisleat                    |
| Witte Brekken      | Wite Brekken                |
| Zandige Grons      | Sânige Grûns                |
| 't Zand            | It Sân                      |
| Zandmeer           | Sânmar                      |
| Zevenepoel         | Sânepoel                    |
| Zwarte Brekken     | Swarte Brekken              |
| Zwarte Woude       | Swarte Wâlde                |

### Kanalen en sloten
Diverse kanalen, sloten en watergangen in de gemeente zijn:
| - Abbegaasteropvaart (Abbegeaster Opfeart) - Ategracht (Ategrêft) - Babuursteropvaart (Beabuorster Opfeart) - Bolswardertrekvaart (Boalserter Feart) - Broeresloot (Broersleat) - Dorpsvaart (Doarpsfeart) - Ee (IJlst) - Ee (Woudsend) (De Ie) - Fokkegracht (Fokkegrêft) - Franekervaart (Frjentsjerter Feart) - Geeuw (De Geau) - Ges (It Ges) - Groote Zijlroede (Grutte Sylroede) - Gudsekop (Gudzekop) - Harlingervaart (Harnzer Feart) - Het Nauw van de Brekken (It Nau) - Heidenschapstervaart (Heidenskipster Feart) - Hollegracht (Holle Grêft) - Horsa (De Horsa) | - Houkesloot (Houkesleat) - Indijk (Koudum) (Yndyk) - De Indijk (Parrega) (Yndyk) - Jachthavenkanaal - Johan Frisokanaal - Joustervaart (Jouster Feartsje) - Kleine Zijlroede (Lytse Sylroede) - Het Kruiswater (Krúswetter) - Loaiïngeaster Feart - Makkumerdiep (Makkumer Djip) - Makkumervaart (Makkumer Feart) - Modderige Geeuw (Modderige Geau) - Modderige Rijd (Modderige Ryd) - Mûzel (De Mûzel) - Nauwe Gracht (Nauwe Gracht) - Nauwe Wijmerts (Nauwe Wimerts) - Ooster Wijmerts (Easterwimerts) - Oude Kloostervaart (Kleasterfeart) - Prinses Margrietkanaal | - Ringwielgracht (Ringwielgrêft) - Sneeker Oudvaart (Snitser Aldfeart) - Van Panhuyskanaal - Vrijegrassloot (Frijgerssleat) - Wellesloot (De Welle) - Het Wijd (Molkwerum) (It Wiid) - Het Wijd (Sneek) (It Wiid) - Wijddraai (Wiiddraai) - Wijde Wijmerts (Wide Wimerts) - Wijmerts of Bolswarderzeilvaart (De Wimerts) - Wijnsloot (Weinsleat) - Witmarsumervaart (Wytmarsumer Feart) - Workumertrekvaart (Warkumer Trekfeart) - Woudsenderrakken (Wâldseinster Rakken) - Woudvaart (Wâldfeart) - Zijlroede (Sibrandabuorster Sylroede) - Zijpsloot (Sypsleat) - Zomerrak (Somerrak) - Zwette of Sneekertrekvaart (De Swette) |

### Grachten
In de gemeente bevinden zich in drie van de Friese elf steden historische stadsgrachten. Van de stadsgrachten zijn de Nederlandse namen de officiële.
- Bolsward: Stadsgracht (Stêdsgrêft)
- Sneek: Grootzand (Grutsân), Kleinzand (Lytssân), Leeuwenburg (Liuwenburch), Stadsgracht (Stêdsgrêft), Koopmansgracht (Koopmansgrêft), Prinsengracht (Prinsengrêft), Waterpoortsgracht (Wetterpoartsgrêft), Kerkgracht (Tsjerkegrêft), Prins Hendrikkade (Prins Hindrikkade) en Jousterkade.
- Stavoren: Stadsgracht (Stêdsgrêft)

## Monumenten
In de gemeente zijn er een aantal rijksmonumenten, gemeentelijke monumenten, en oorlogsmonumenten, zie:
- Lijst van rijksmonumenten in Súdwest-Fryslân
- Lijst van gemeentelijke monumenten in Súdwest-Fryslân
- Lijst van oorlogsmonumenten in Súdwest-Fryslân

## Aangrenzende gemeenten
| Aangrenzende gemeenten                | Aangrenzende gemeenten | Aangrenzende gemeenten | Aangrenzende gemeenten | Aangrenzende gemeenten |
| ------------------------------------- | ---------------------- | ---------------------- | ---------------------- | ---------------------- |
| Harlingen                             |                        | Waadhoeke              |                        | Leeuwarden             |
|                                       |                        |                        |                        |                        |
| Hollands Kroon (NH) (via Afsluitdijk) |                        |                        |                        |                        |
|                                       |                        |                        |                        |                        |
| Medemblik (NH) (over IJsselmeer)      |                        |                        |                        | De Friese Meren        |